# Economía de Cuéllar

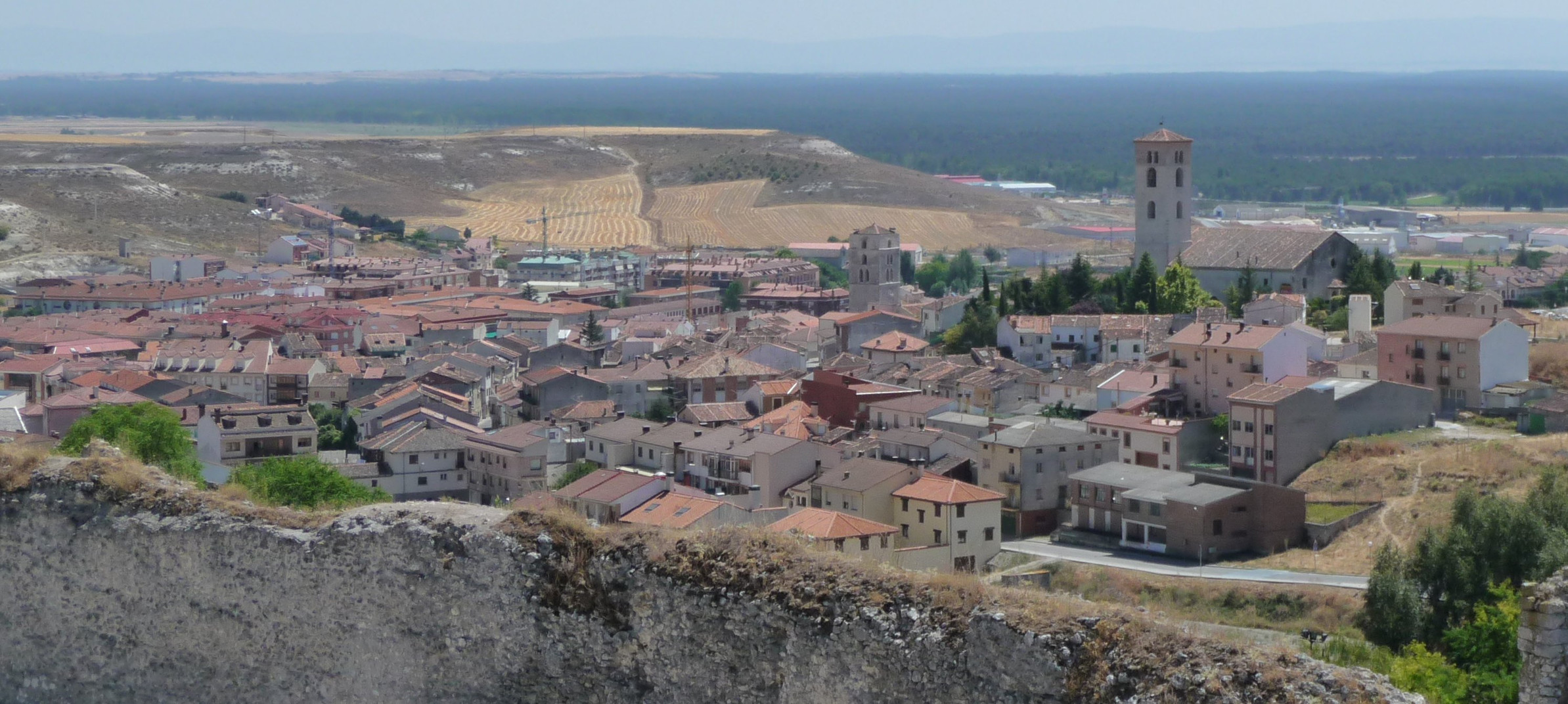
Vista parcial de Cuéllar en la que se aprecia la extensión de pinares que rodea la villa, uno de sus principales motores económicos en la actualidad.

La economía de Cuéllar se basa fundamentalmente en la actividad secundaria. Hasta finales del siglo XIX, la agricultura, la ganadería y las ferias concedidas en el siglo XIV fueron el motor económico del municipio. La Revolución industrial comenzó a crear en las últimas décadas del siglo XIX una serie de fábricas industriales que permitieron a Cuéllar liderarse como el foco económico más importante de la provincia de Segovia tras su capital homónima, siendo en la actualidad un referente comercial dentro de la comunidad.

## Historia

### Edad Media
La economía de Cuéllar en la Edad Media, al igual que la de Castilla, se basaba fundamentalmente en la ganadería ovina. La concesión de Fuero Real por parte de Alfonso X el Sabio en 1257 y los privilegios que adjuntó a estas leyes, supusieron para Cuéllar un despegue económico hasta convertirse en uno de los principales emporios de lana del reino, reforzando y ampliando la exportación de este tejido a través de los puertos del Cantábrico con destino a los telares de Flandes. Este auge económico favoreció la calidad de vida de sus habitantes, y su repercusión más notable es la proliferación de edificios dedicados al culto, que en el siglo XV ascendía sorprendentemente a veinticuatro, para atender a una población de unos 1700 habitantes.
En menor escala, aunque también de gran importancia, la agricultura formó parte de la economía de la villa durante el medievo, predominando el cultivo de la vid y el cereal, principalmente trigo para la elaboración de pan, producto primario en la alimentación. En torno a este sector se configuró una primera industria harinera a través de las acequias y molinos situados en las riberas del Cerquilla y del Cega, que abastecían a la villa y sus aldeas, al igual que ocurría con el vino, que mediante una estrategia comercial basada en la prohibición de importación dentro de la villa y una producción restringida en el resto de la Comunidad de Villa y Tierra, se convirtió en un sustento importante para la población. En menor medida, también se conoce la existencia de huertos, tanto dentro de la población y abastecidos por los manantiales naturales, como en las riberas de los ríos.
Otro de los pilares importantes de la economía medieval de la zona fue la gran masa de pinares compuestos de las variedades albar o piñonero y negral o resinero que rodea la villa, y que ya existía en 1170. Desde entonces su población ha estado ligada especialmente a la industrialización de la madera y otros productos derivados, cuya comercialización estaba rigurosamente establecida por las Ordenanzas municipales.
==

### Edad Moderna
A finales del siglo XV y a lo largo del siglo XVI, Castilla perdió los mercados de lana y la economía de Cuéllar se vio golpeada. A partir de entonces la ganadería se reorganizó y comenzó a instaurarse la producción de otro tipo de ganados, y se incorporaron la pesca y la caza como nuevos aportes para la economía. Las ordenanzas concejiles redactadas en 1546 establecieron toda una serie de leyes para regular la utilidad y conservación de los prados, los meses en los que se podía pescar tanto en el Cega como en el Cerquilla y los utensilios que debían utilizarse, e incluso el sueldo que debían cobrar los porqueros y pastores.
Dentro de estas ordenanzas la agricultura adquiere mayor peso que durante la Edad Media, y proliferan en gran medida los cultivos de cereal, estableciéndose todo lo referente a su producción desde la siembra hasta la recogida. Lo mismo ocurrió con el cultivo de la vid, e incluso el modo de elaboración del vino; a diferencia de la Edad Media, se permitía la importación del vino procedente de las aldeas de la Comunidad, y existían multas para aquellos que lo introdujesen de otra jurisdicción o lo cobrasen a un precio superior al establecido. Finalmente, y como tercera producción agrícola, se impulsó el cultivo de huertas dedicadas a hortalizas y frutas, de gran importancia aquellas instaladas junto a los ríos. También se introdujeron las cosechas de lino, azafrán, cáñamo y la variedad de rubia tinctorum, de cuya raíz se obtenía el tinte, producción que consiguió gran auge en siglos posteriores y su cultivo perduró hasta el siglo XX.